# Київський автомобільний ремонтний завод

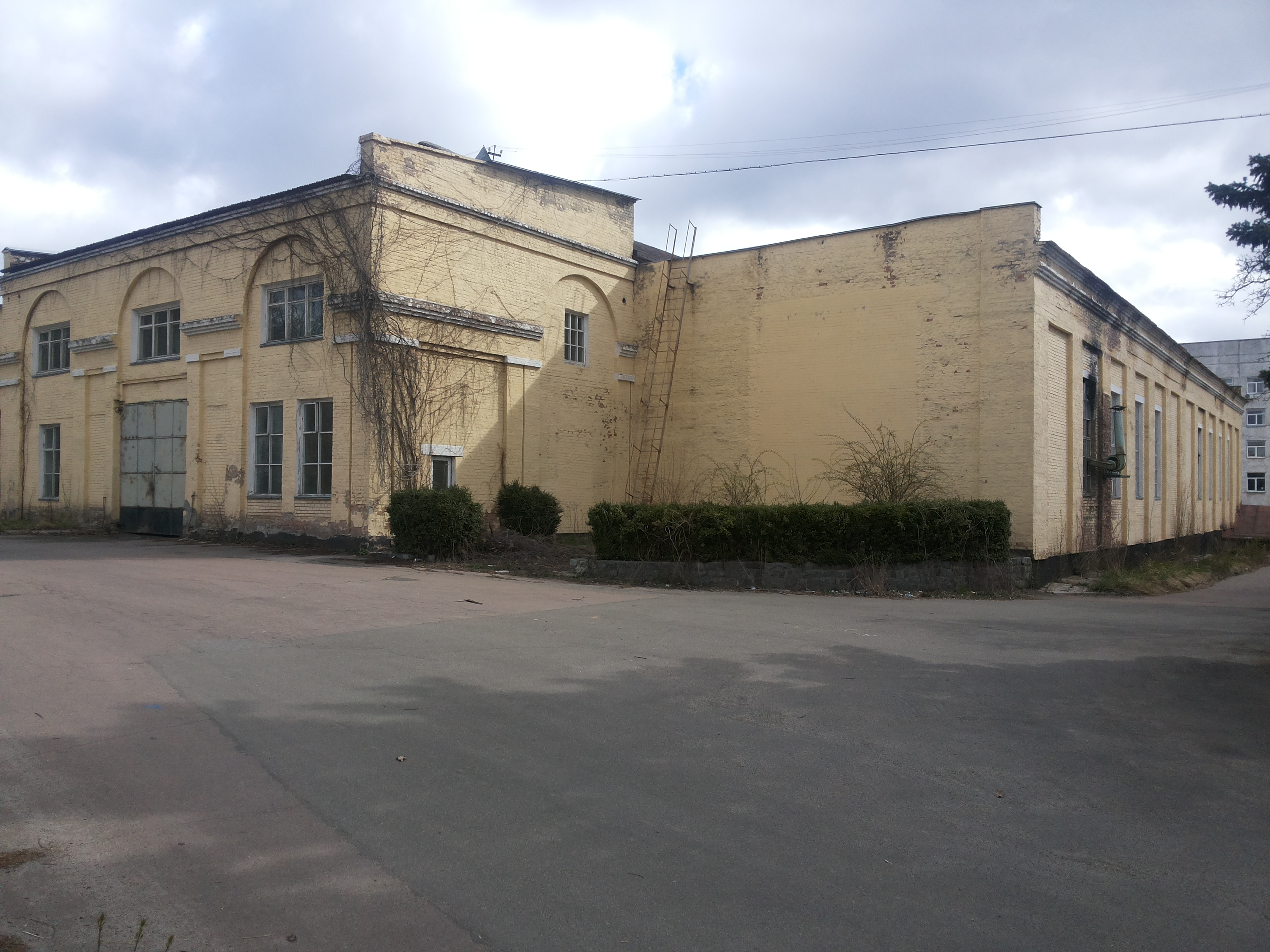
Київський автомобільний ремонтний завод

Київський автомобільний ремонтний завод (КАРЗ, в/ч А1014) — підприємство оборонно-промислового комплексу України, яке здійснює ремонт й переобладнання автомобільної й спеціальної техніки для потреб Міністерства оборони України. Завод спеціалізується на капітальному ремонті дизельних двигунів, вантажних автомобілів, гусінних бойових машин.

## Історія
Роботи зі створення авторемонтного заводу в Києві розпочалися наприкінці 1943 року, а в 1944 році підприємство розпочало свою діяльність.
Після відновлення незалежності України, 85-й автомобільний ремонтний завод (в/ч № 63630) Міністерства оборони СРСР перейшов у підпорядкування міністерства оборони України й отримав нову назву: «Київський автомобільний ремонтний завод» (в/ч А-1014).
Підприємство має державний акт на право постійного користування землею від 01.08.2000 № 69-4-00017.
У 2001 році підприємство стало офіційним дилером і сервісним центром ВАТ «ТФК КамАЗ» і виконувало складання нових автомобілів та силових агрегатів КамАЗ.
В червні 2001 року завод було внесено до переліку державних підприємств України, звільнених від сплати податку на землю (в цей час площа території заводу складала 12,07 га).

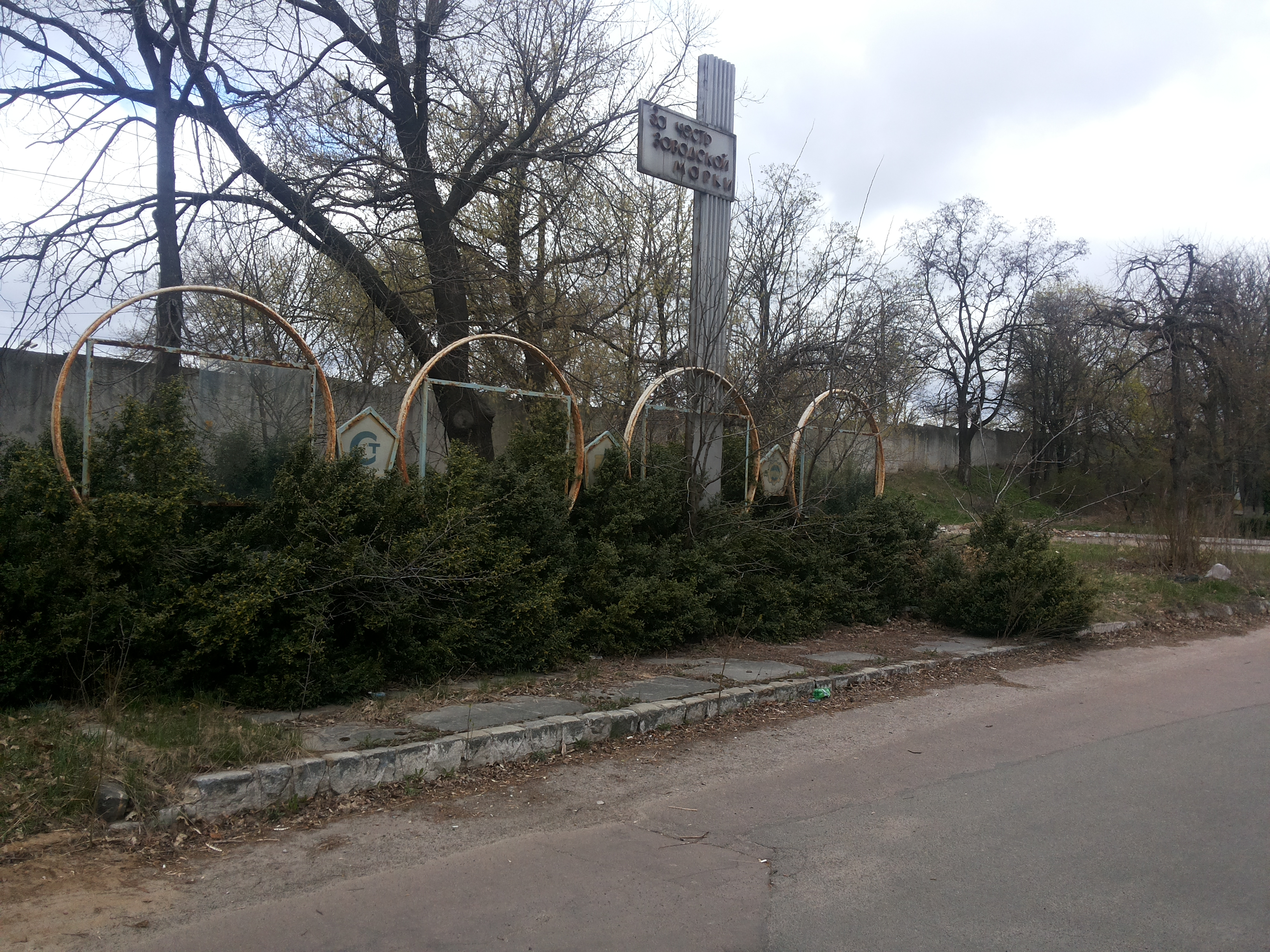
Київський автомобільний ремонтний завод

З листопада 2002 року Київський автомобільний ремонтний завод Міністерства оборони України розпочав ліцензійне складання автомобілів КАМАЗ. Підприємство виробляло чотири великовантажних моделі КАМАЗ: бортові автомобілі КАМАЗ-53215, седельні тягачі КАМАЗ-54115 й самоскиди КАМАЗ-55111 і КАМАЗ-65115.
З 2003 року завод розпочав виконувати роботи з переобладнання шасі під автомобілі спеціального призначення — самоскиди з двох- й тристороннім розвантаженням, лісовози, бетонозмішувачі, виготовляє причепи до самоскидів, переобладнує гусінні тягачі в транспортні гусінні машини ТГМ-3 й ТГМ-4.
В 2005 році завод планував організувати виробництво силових агрегатів КАМАЗ.
За спеціальними замовленнями Міністерства оборони України підприємство виконувало підготовку техніки до парадів й для миротворчих контингентів.

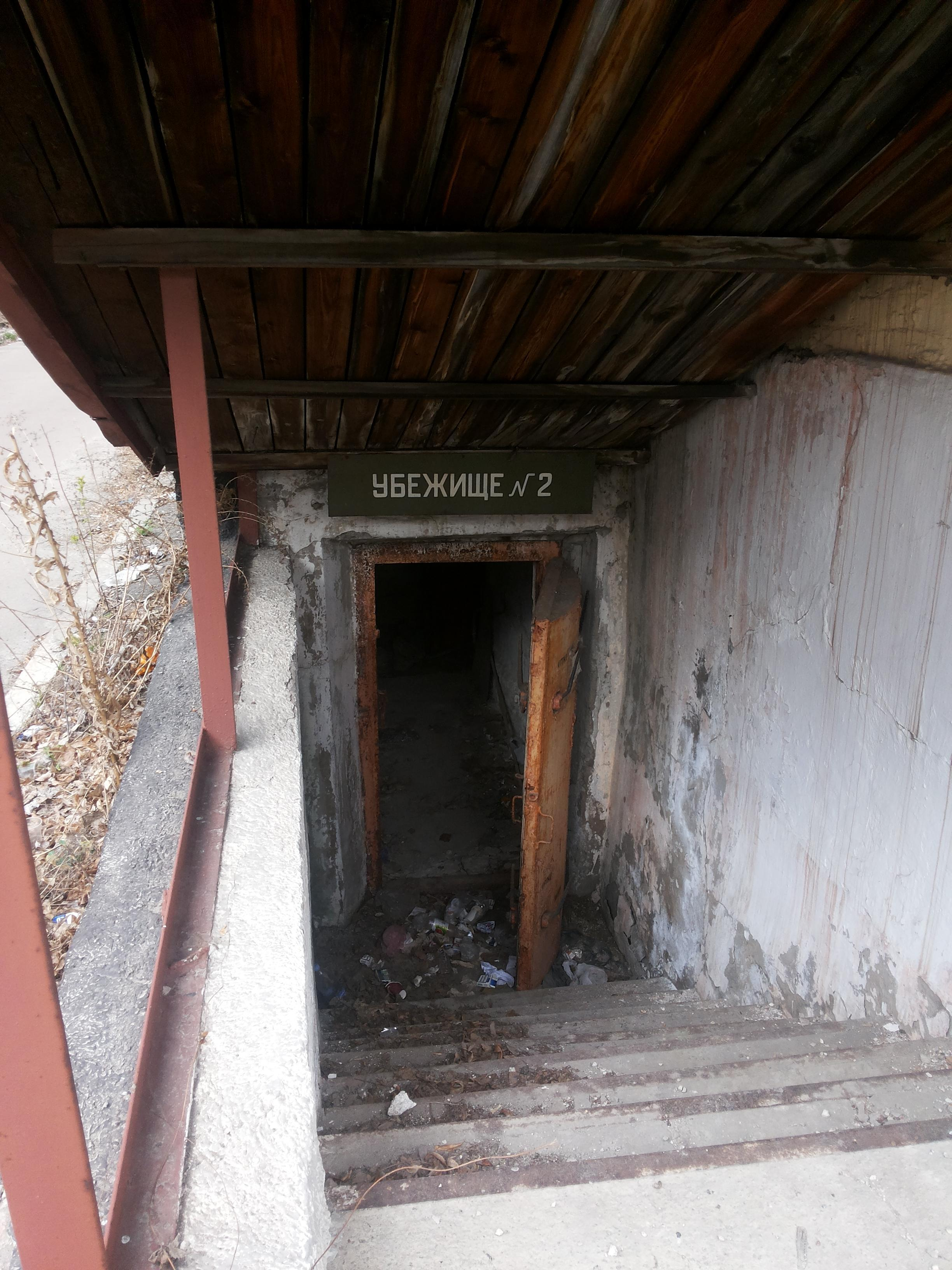
Бомбосховище

Станом на початок 2008 року завод мав можливість:
- виготовляти запасні частини й приналежності до автомашин КамАЗ; стенди для ремонту й випробувань вузлів та агрегатів автомобільних двигунів КамАЗ і ЯМЗ[1]
- модернізовувати автомашини ГАЗ-3302, ГАЗ-2705[1]
- виконувати капітальний ремонт
  - автомашин КамАЗ-4310, КамАЗ-5320, КамАЗ-5410, КамАЗ-5511;
  - двигунів КамАЗ-740, КамАЗ-740/3, ЯМЗ-236, ЯМЗ-238, ЯМЗ-238В, ЯМЗ-238Н[1]
- виконувати ремонт
  - виробів ГМ-352, ГМ-355, ГМ-369, ГМ-567, ГМ-579;
  - шасі БАЗ-5921, БАЗ-5922, БАЗ-5937, БАЗ-5938, ЗІЛ-135ЛМ;
  - агрегатів двигунів ЯМЗ-238 й ЯМЗ-240[1]
- надавати послуги військово-технічного призначення: навчати технологіям ремонту автомобілів КамАЗ; командирувати бригади спеціалістів з ремонту автомашин КамАЗ[1]

Після створення в грудні 2010 року державного концерну «Укроборонпром», завод було включено до його складу.
Станом на 2016 рік, підприємство перебувало в стані ліквідації.
В одному з цехів заводу проводиться установка газобалонного обладнання, також працює станція технічного обслуговування автомобілів.

## Керівництво
- Явдак Віктор Васильович